# Isaac Cooper
Isaac Cooper (Bundaberg, 7 gennaio 2004) è un nuotatore australiano, specializzato nel dorso.

## Biografia
È allenato da Damien Jones.
Ha rappresentato l'Australia ai Giochi olimpici estivi di Tokyo 2020, dove ha vinto la medaglia di bronzo nella staffetta mista 4x100 metri misti, con Kaylee McKeown, Zac Stubblety-Cook, Matthew Temple, Emma McKeon e Brianna Throssell. Nei 100 metri dorso è stato eliminato in semifinale con il dodicesimo posto.
Ai mondiali di Doha del 2024 ha conquistato la medaglia d'oro nei 50 metri dorso.

## Palmarès
| Anno | Manifestazione          | Sede      | Evento              | Prestazione | Risultato | Note  |
| ---- | ----------------------- | --------- | ------------------- | ----------- | --------- | ----- |
| 2021 | Giochi olimpici         | Tokyo     | 100 m dorso         | 12º SF      | 53"43     |       |
| 2021 | Giochi olimpici         | Tokyo     | 4x100 m misti mista | Bronzo      | 3'42"35   | [ 2 ] |
| 2022 | Mondiali                | Budapest  | 4x100 m misti mista | Argento     | 3'41"34   |       |
| 2022 | Mondiali in vasca corta | Melbourne | 50 m dorso          | Argento     | 22"73     |       |
| 2022 | Mondiali in vasca corta | Melbourne | 100 m dorso         | Bronzo      | 49"51     |       |
| 2022 | Mondiali in vasca corta | Melbourne | 4x50 m sl           | Oro         | 1'23"44   |       |
| 2022 | Mondiali in vasca corta | Melbourne | 4x50 m misti        | Bronzo      | 1'30"81   |       |
| 2022 | Mondiali in vasca corta | Melbourne | 4x100 m misti       | Oro         | 3'18"98   |       |
| 2024 | Mondiali                | Doha      | 50m dorso           | Oro         | 24"13     |       |
| 2024 | Mondiali in vasca corta | Budapest  | 50 m dorso          | Argento     | 22"49     |       |